# Erick Japa
Erick Odali Paniagua Japa (San Cristóbal, República Dominicana, 27 de julio de 1999) es un futbolista dominicano que juega de delantero y su equipo actual es el UMECIT FC de la Primera División de Panamá.

## Trayectoria
Se inició jugando para clubes de su país natal como el San Cristóbal y el Inter RD dónde hizo las formativas.
En el 2018 fue fichado por el Independiente de la Chorrera de Panamá.
En la temporada 2019 llega en condición libre al Independiente Juniors de la Serie B de Ecuador.

## Selección nacional
El 23 de marzo de 2018 se dio su debut con la Selección Absoluta en la victoria de 4 a 0 sobre la Selección de fútbol de las islas Turcas y Caicos. Ha sido internacional con la selección sub-20 y sub-23 de República Dominicana.[cita requerida]

## Clubes
| Club                         | País                 | Año       |
| ---------------------------- | -------------------- | --------- |
| Atlético San Cristóbal       | República Dominicana | 2017      |
| Inter de Bayaguana           | República Dominicana | 2017-2018 |
| Atlético San Cristóbal       | República Dominicana | 2018      |
| Independiente de la Chorrera | Panamá               | 2018-2019 |
| Independiente Juniors        | Ecuador              | 2019-2020 |
| CA Pantoja                   | República Dominicana | 2020-2021 |
| Cibao FC                     | República Dominicana | 2022-2023 |
| CD Guabirá                   | Bolivia              | 2024      |
| UMECIT FC                    | Panamá               | 2025-     |

## Palmarés

### Títulos nacionales
| Título                    | Club                         | País                 | Año  |
| ------------------------- | ---------------------------- | -------------------- | ---- |
| Torneo Clausura           | Independiente de La Chorrera | Panamá               | 2019 |
| Liga Dominicana de Fútbol | Cibao F. C.                  | República Dominicana | 2022 |
| Liga Dominicana de Fútbol | Cibao F. C.                  | República Dominicana | 2023 |